# Берберская кухня

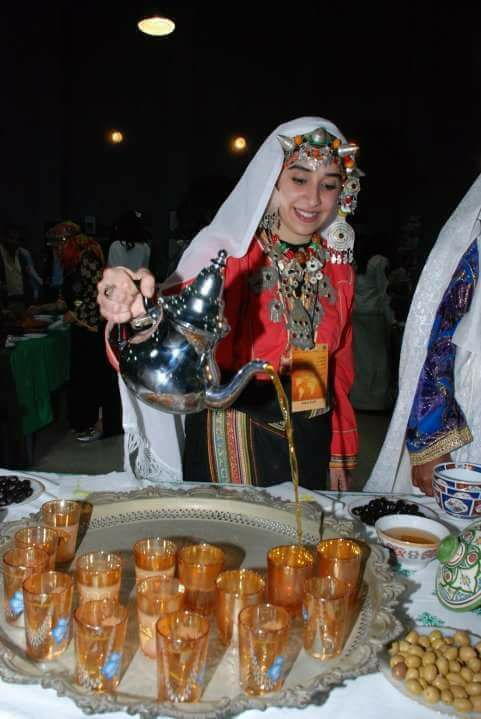
Праздничное чаепитие

Берберская кухня — кулинарные традиции берберов, в том числе туарегов, коренного населения Северной Африки. Берберская кухня никогда не стояла особняком от кухонь окружающих народов, ввиду чего берберы разных стран готовят и едят разные блюда в зависимости от климата, достатка и доступных продуктов. Берберских ресторанов не существует. При этом во всех магрибских странах — Алжире, Ливии, Мавритании, Марокко и Тунисе — различия в национальных кухнях меньше, чем разница между городскими и сельскими кулинарными традициями в пределах одной страны.

## Общие сведения

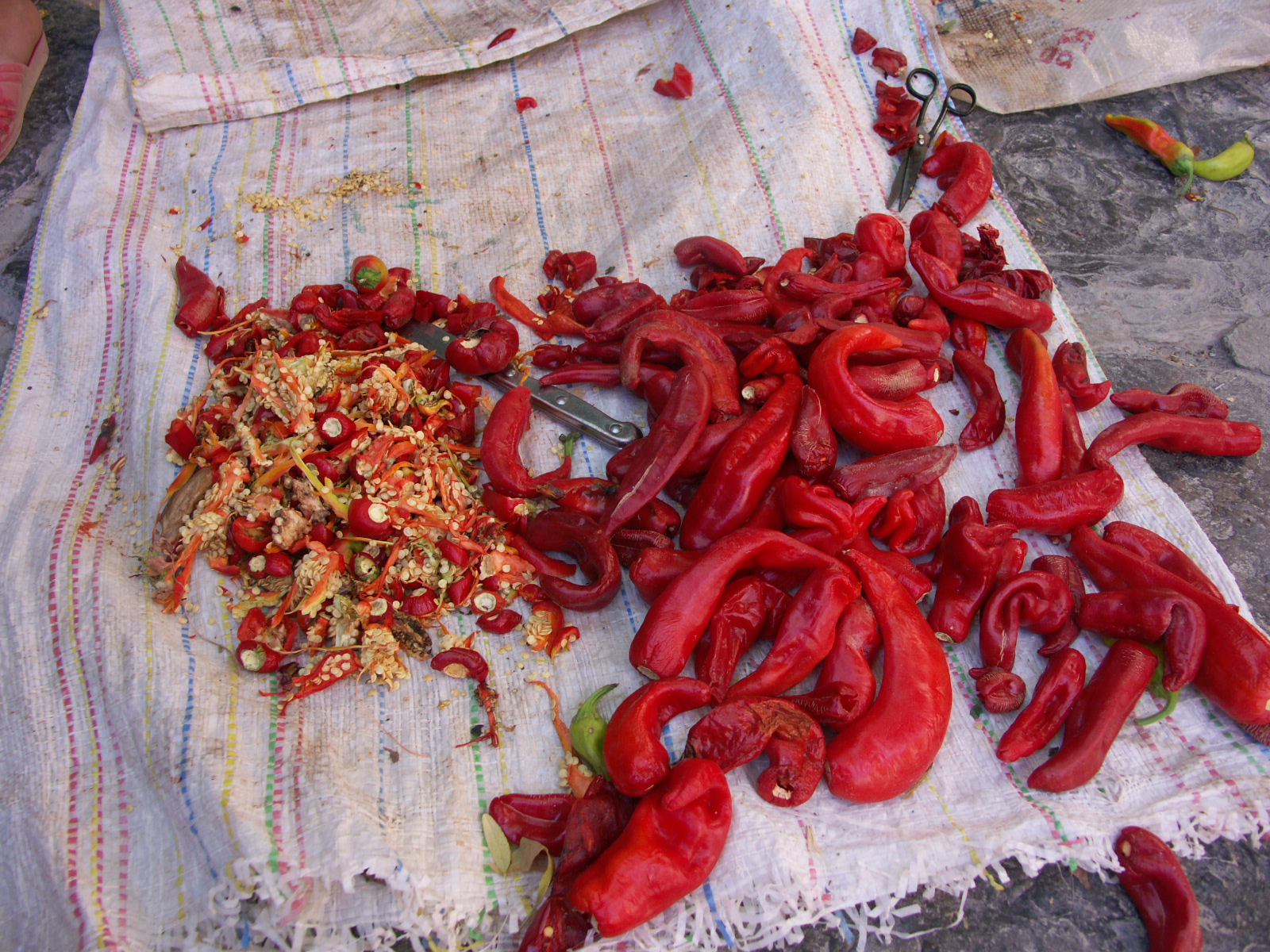
Кабильский перец

На завтрак сельские жители едят бсиссу (жареная ячменная мука) или асиду, либо остатки вчерашнего ужина. В Кабилии завтракают пресными хлебами агрум с оливковым маслом, а культурно схожие с ними шауйя вместо агрума едят лепёшки кесра и пьют лебен. Берберы тунисского острова Джерба завтракают острой бисарой с яйцом-пашот.
На обед подают кускус, рагу марка или таджин. В Марокко обед является главным приёмом пищи, тогда как в Алжире и Тунисе на обед и ужин могут есть одно и то же. Берберы Джербы едят на обед рыбу, маринованную в шермуле, кабильские — агрум со сладким перцем на гриле, хмисс. Скотоводы-шауйя обедают супом с бараниной и корнеплодами.
Основной приём пищи у большинства берберов — ужин, который обычно приходится на 7 часов вечера. На Джербе на ужин едят кускус с рыбой, хариссой и красным перцем. В Кабилии — тикурбабин, крупные пшеничные клёцки с супом из томатов, кабачков и репы. У шауйя — баранину на пару́ с хлебом и салатом.
Все берберы едят свежие и сушёные финики на сладкое. Популярный летний десерт — арбуз. Магрибские женщины, которые в основном и занимаются приготовлением пищи, встречаются перед ужином на чай, к которому подают сладости: багрир, гбраиф, сфиндж. На Джербе на десерт едят самсу, начинённую сухофруктами.

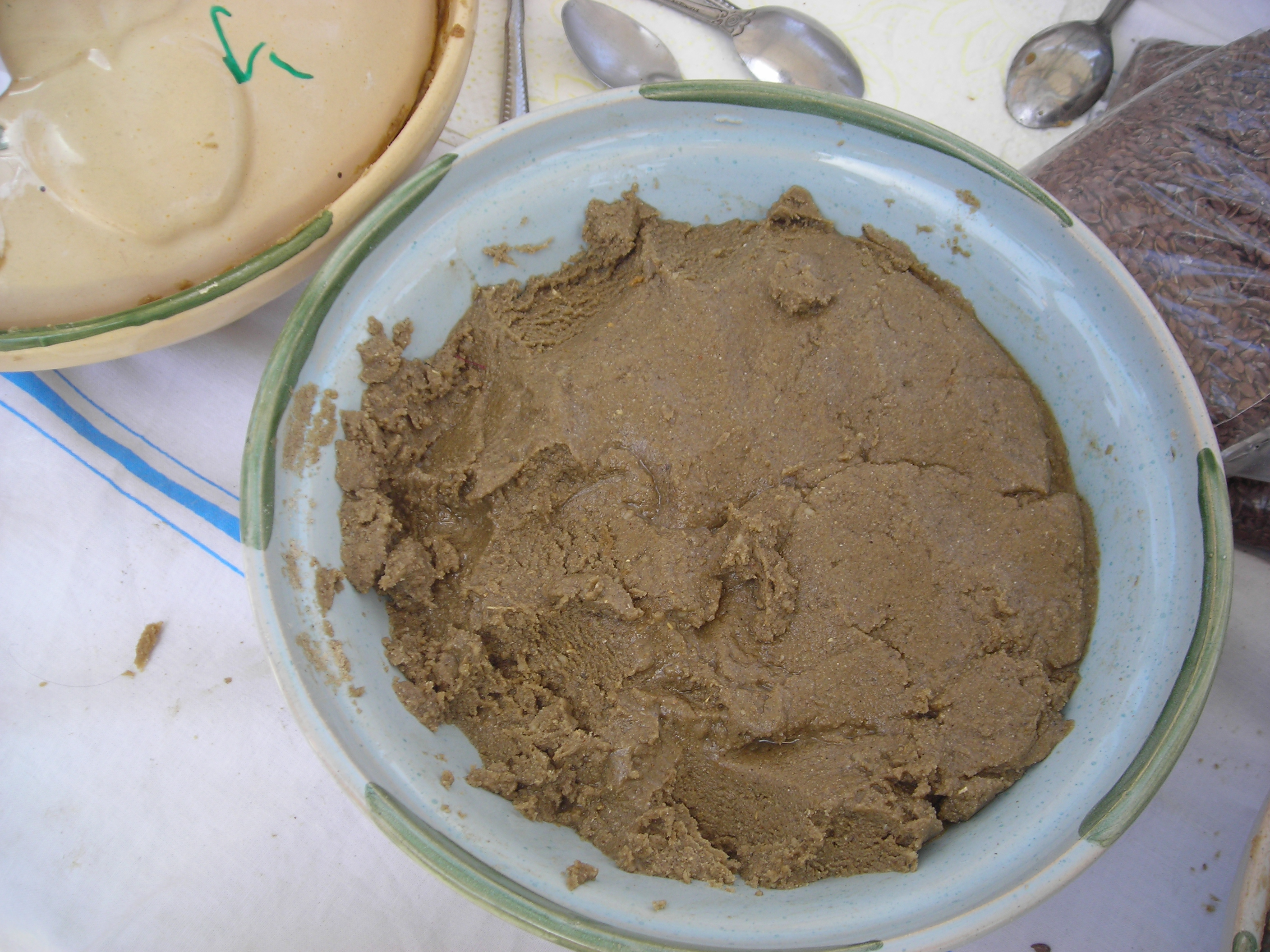
Бсисса
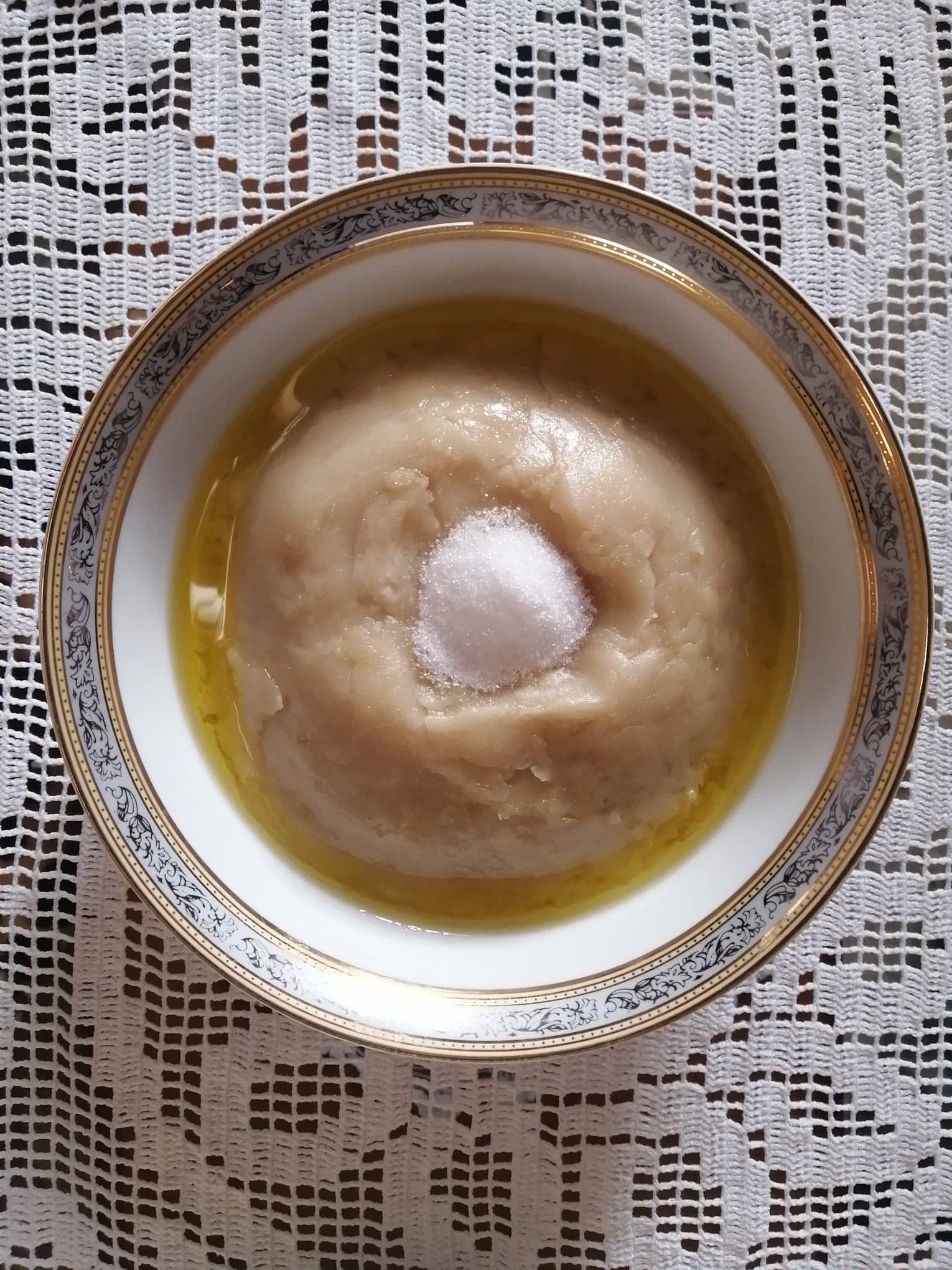
Ассида
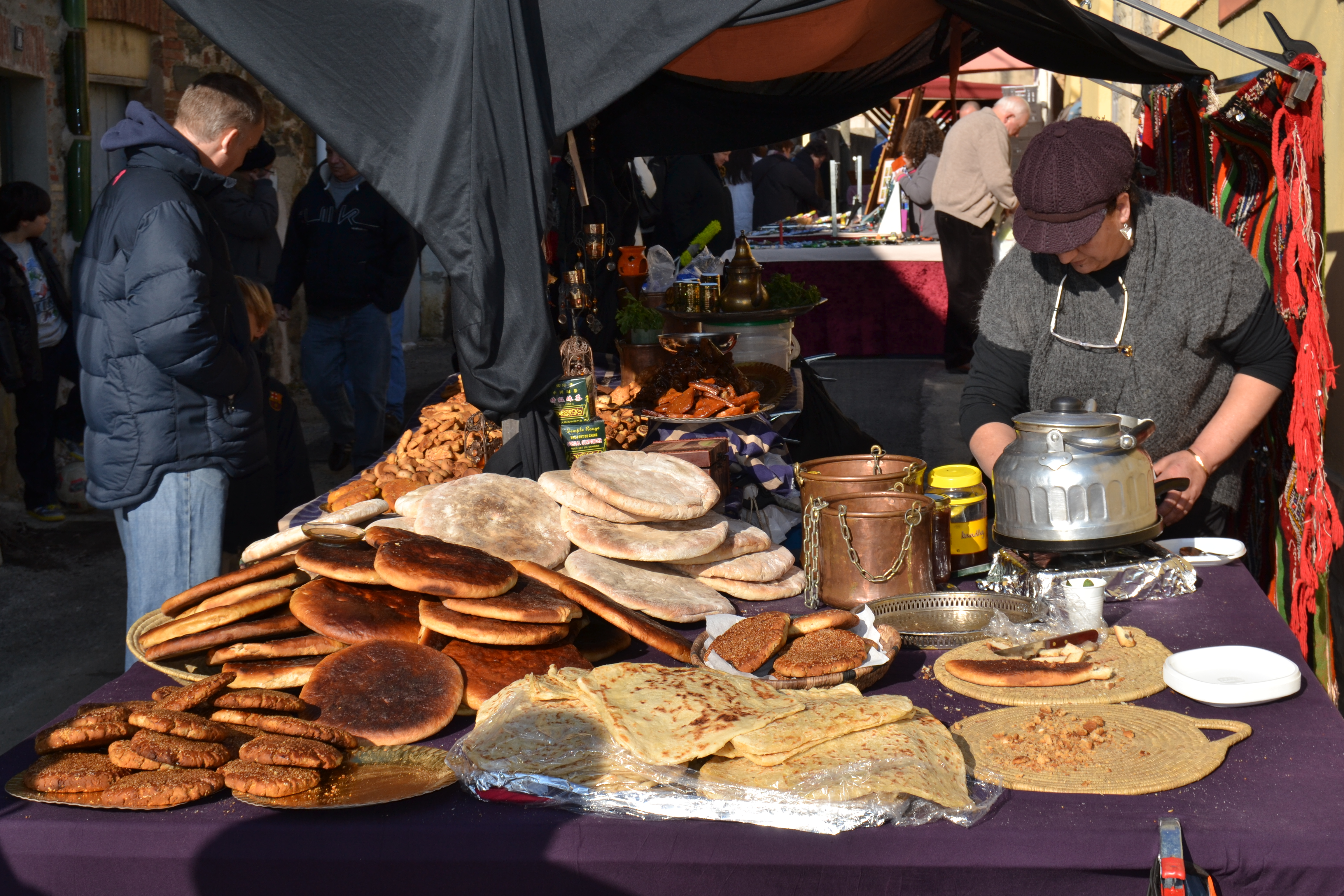
Берберский хлеб
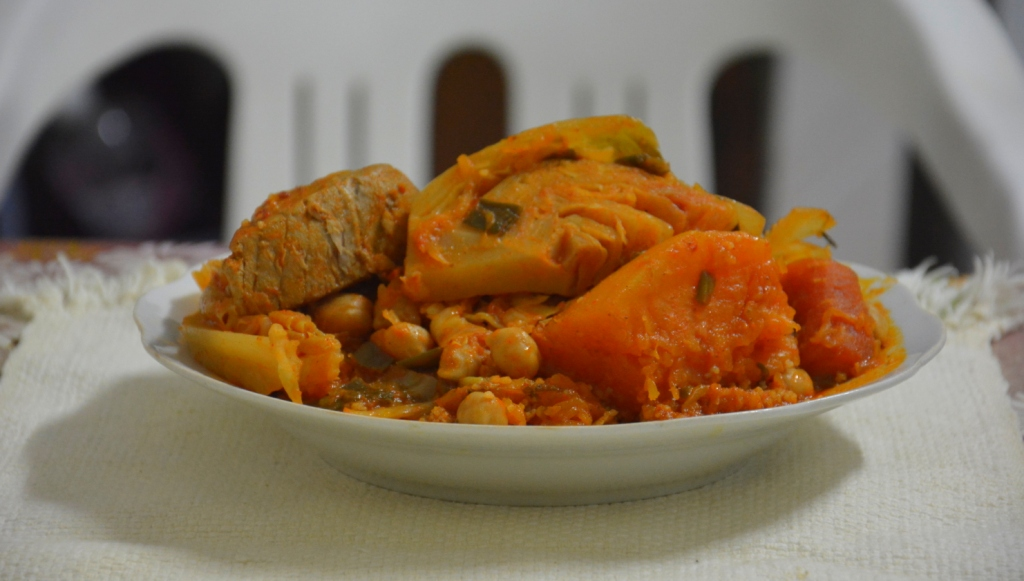
Кускус с рыбой

### Повседневные блюда
В сельских районах Магриба кускус — самое часто употребляемое блюдо. Имеется множество способов его приготовления, в том числе беркукес, крупный кускус с «зёрнами» в несколько раз больше обычного кускуса. Кускус с семью овощами считается берберским. В Алжире популярен кускус тлитли, похожий на рис, тифититин с мясом и финиками. Кабильские берберы едят кускус несколько раз в неделю, на завтрак и обед с напитком лебен, на ужин — с супом или рагу, а также на десерт (с фруктами).
Туареги, живущие в негостеприимных частях Сахары, преимущественно питаются просяными лепёшками тагелла, кашей и кускусом из проса и гарниром из помидоров и лука либо козьим и верблюжьим молоком, а мясо на их столах редкость. Тесто для лепёшек зарывают в пепел и присыпают горячим песком. Так же готовят лепёшки и ливийские берберы, которые замешивают в тесто кунжут, фенхель и анис. В оазисе Сива, знаменитым своими финиками, едят хлеб, оливки, финики и козий сыр. В берберском городе Тетуане смешались кулинарные традиции испанской, еврейской, османской и берберской кухонь; там популярны тажин-тафия (куриное рагу с имбирём и шафраном, украшенное яйцами вкрутую и жареным миндалём), сладкий кускус сеффа с маслом, сахаром и изюмом, а также выпечку мханша.
Бобовые в Магрибе ассоциируются с бедностью, блюда из бобов не подают гостям. Вместе с тем, берберы добавляют чечевицу, нут и садовые бобы во многие блюда. Одно из них — бисара, соус из варёных бобов с чесноком, оливковым маслом и зирой.
Марокканский тажин приправляют шафраном (ввиду дороговизны шафран часто заменяется пищевым красителем), в тунисский кладут помидоры и острый соус харисса; в Алжире встречаются оба варианта.
В марка кладут обжаренные в оливковом масле лук и чеснок, кориандр, петрушку, бульонные кубики и специи, а затем добавляют овощи и бобы, мясо и томаты и немного воды, после чего оставляют томиться, пока мясо не станет мягким. Марка едят с хлебом, кускус с хлебом не едят никогда.
В пустыне молочные продукты получают от верблюдов, но берберы пьют также коровье, козье и овечье молоко и делают масло, которое затем ферментируют, — смен. Крепкий зелёный чай с мятой, популярный в Марокко и по всему Магрибу, очень любят и берберы, однако в Кабилии его заменяет кофе или травяные чаи. Ливийские берберы пьют не только зелёный, но и чёрный чай, в который иногда добавляют тёртый жареный миндаль или арахис.

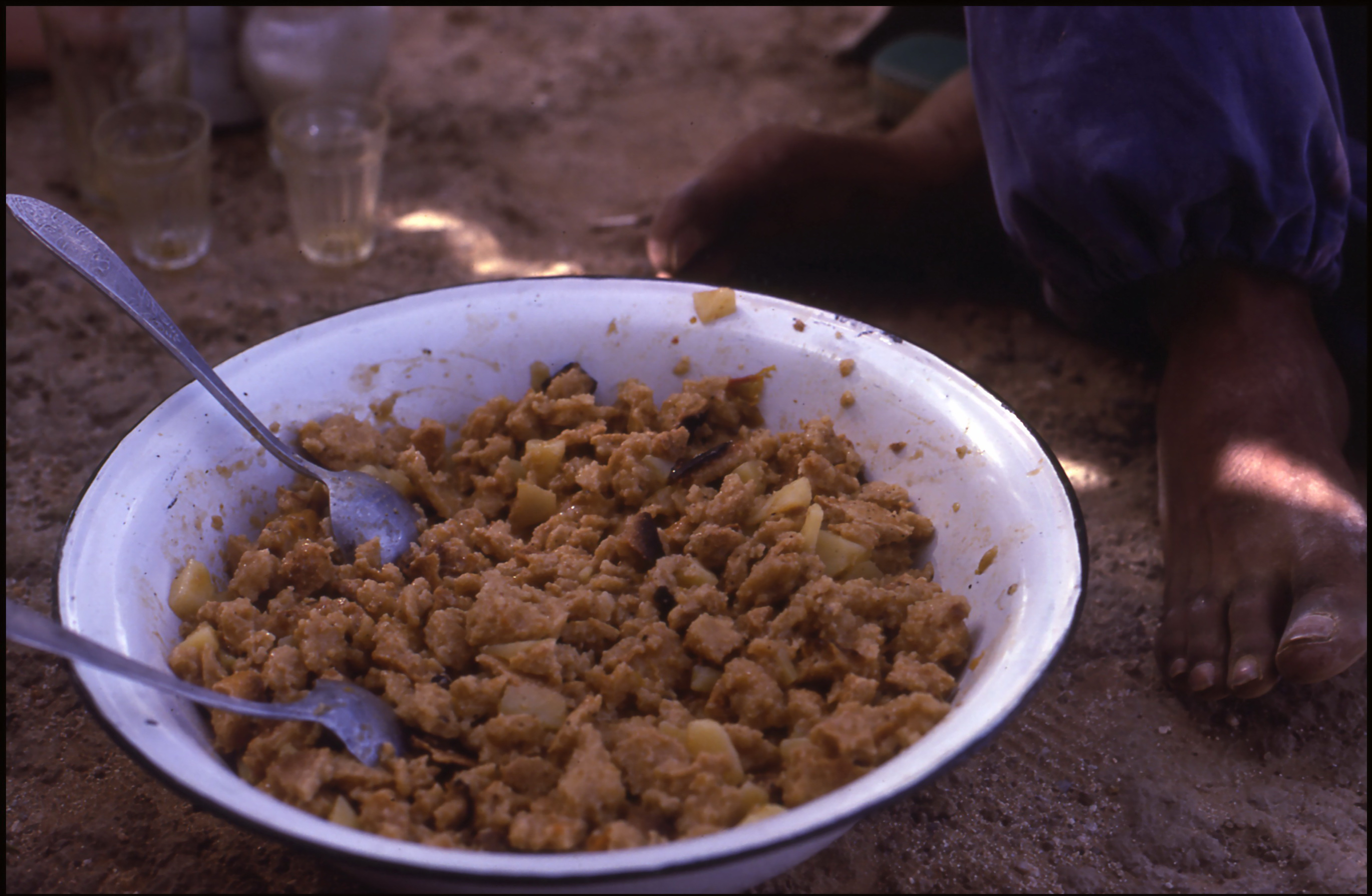
Кускус туарегов
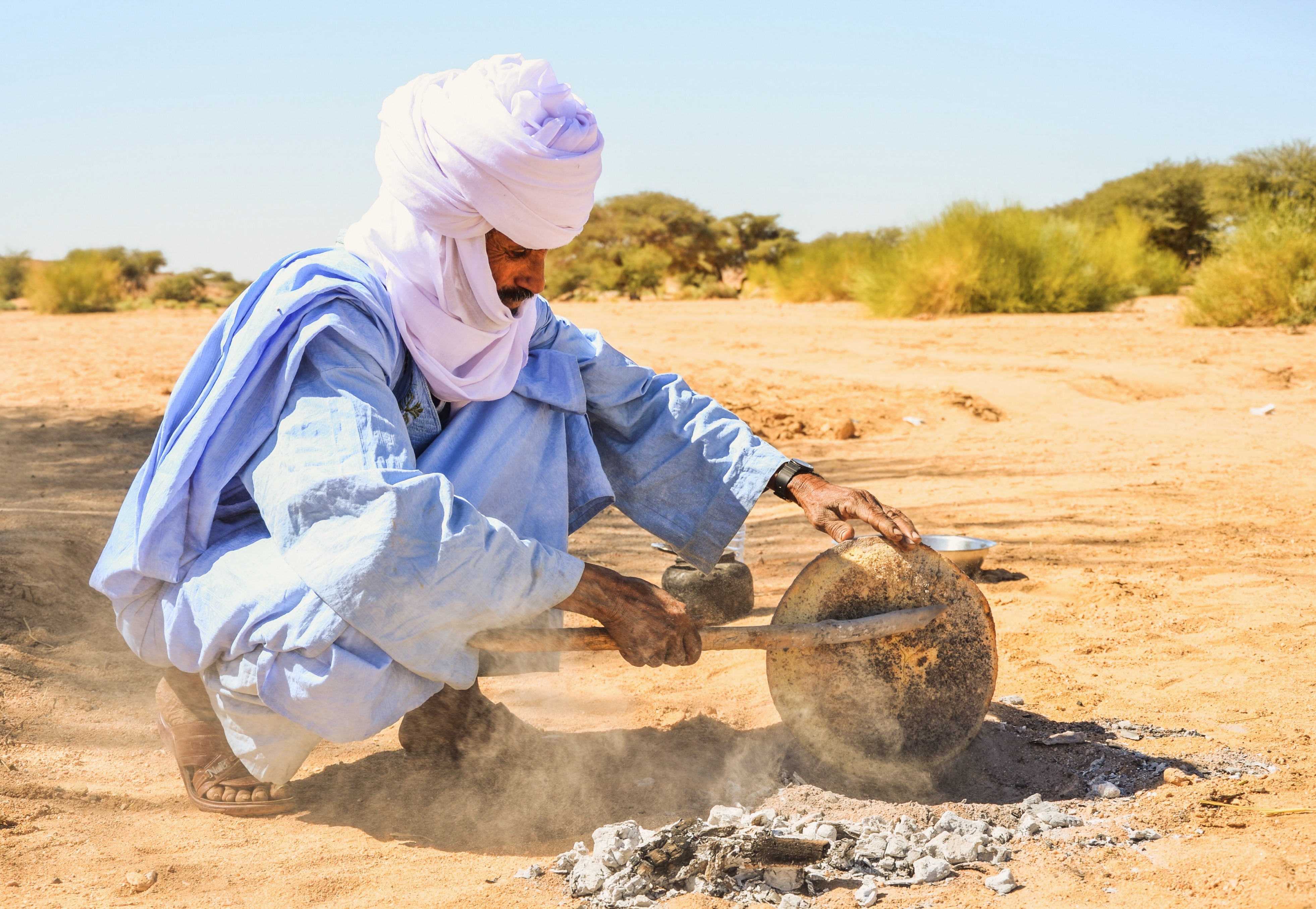
Туарегский мужчина готовит тагеллу в пепле
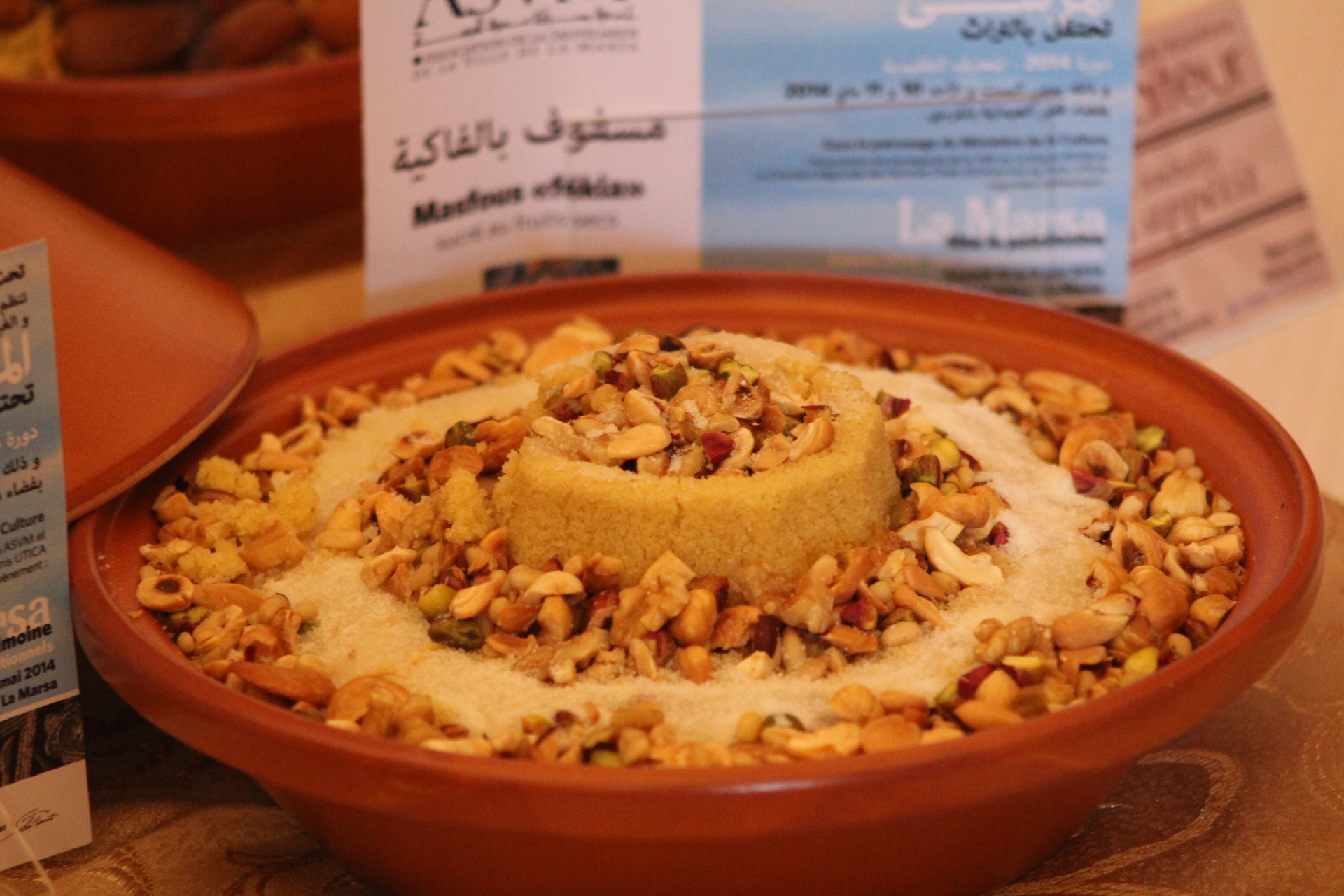
Сладкий кускус с сухофруктами
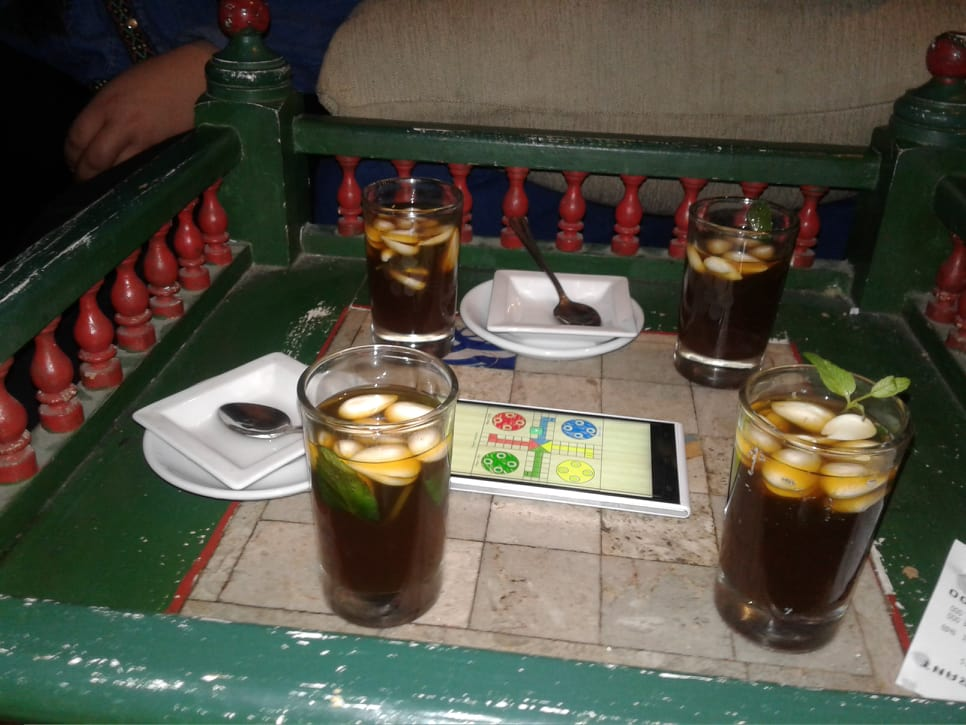
Зелёный чай с мятой и миндалём

### Праздничные блюда
Берберы — мусульмане, они отмечают все мусульманские праздники. В праздничных блюдах больше мяса, чем в повседневных, так как оно в Северной Африке относительно дорогое. Праздничными считаются телятина с корицей и имбирём, которую подают со сливами и жареным миндалём; курица с зелёными оливками, квашенными лимонами, яйцами вкрутую и жареным миндалём; пастилла и месфуф (сладкий кускус). Мясо готовят томлением, тушением, запекают и жарят на гриле. Предпочитается продолжительное приготовление, чтобы в рагу, например, мясо отошло от костей.
Кускус считается праздничным блюдом, поэтому его едят по пятницам, когда родственники собираются на обед или ужин после посещения мечети, и на праздники. Праздничный кускус (если он несладкий), не может содержать субпродуктов, как тунисский кускус-осбан.

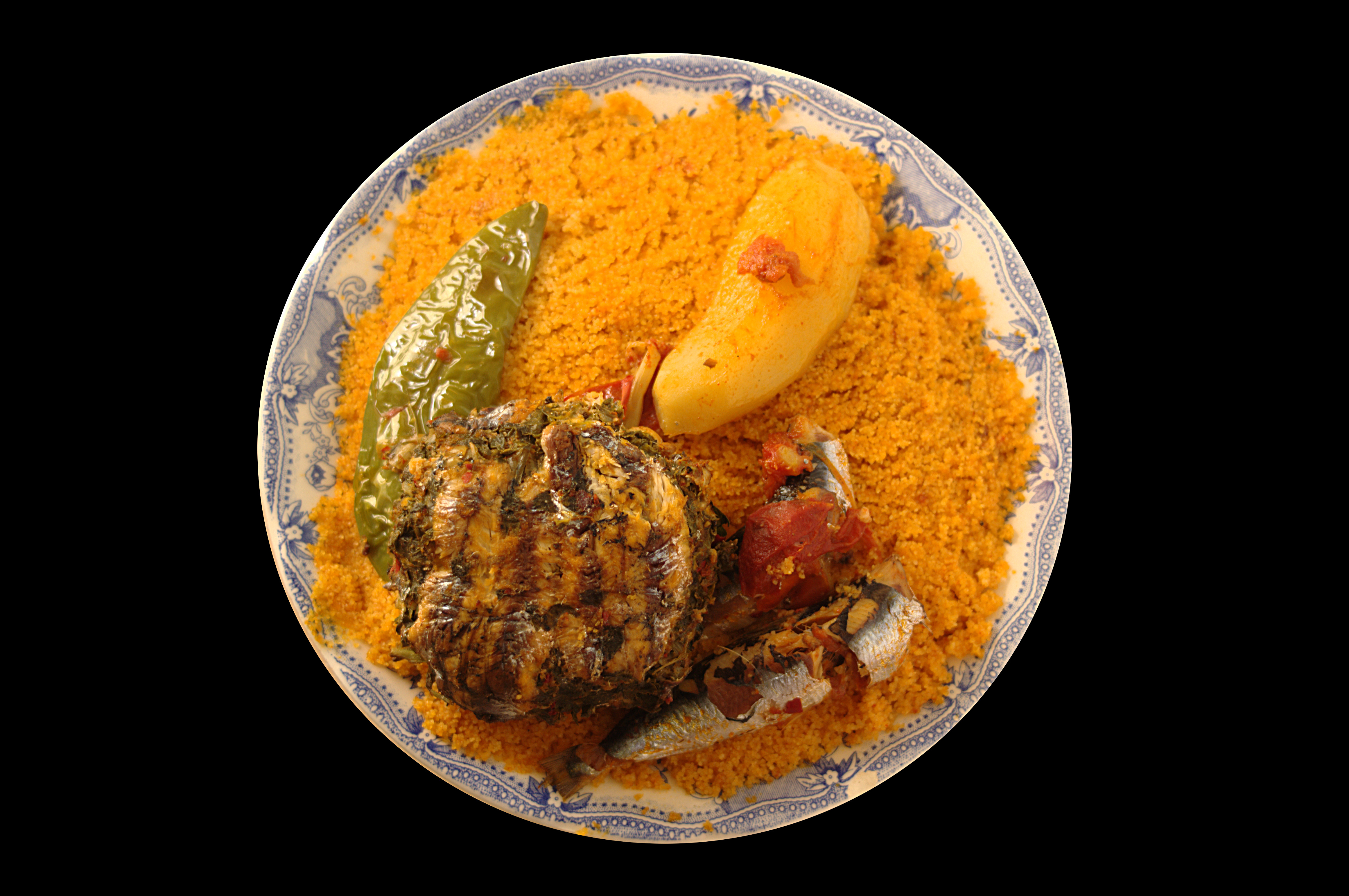
Кускус-осбан
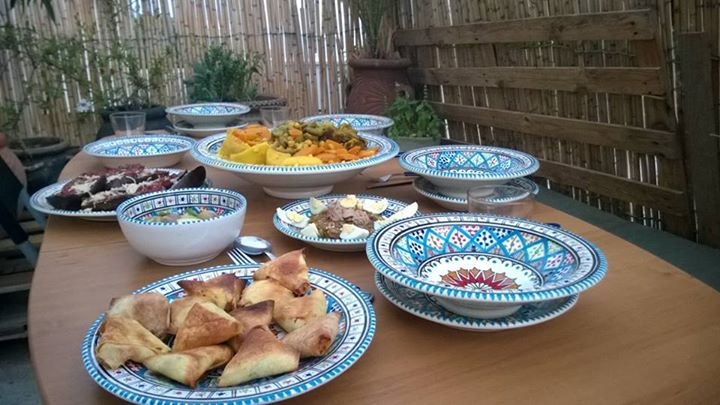
Ужин во время Рамадана
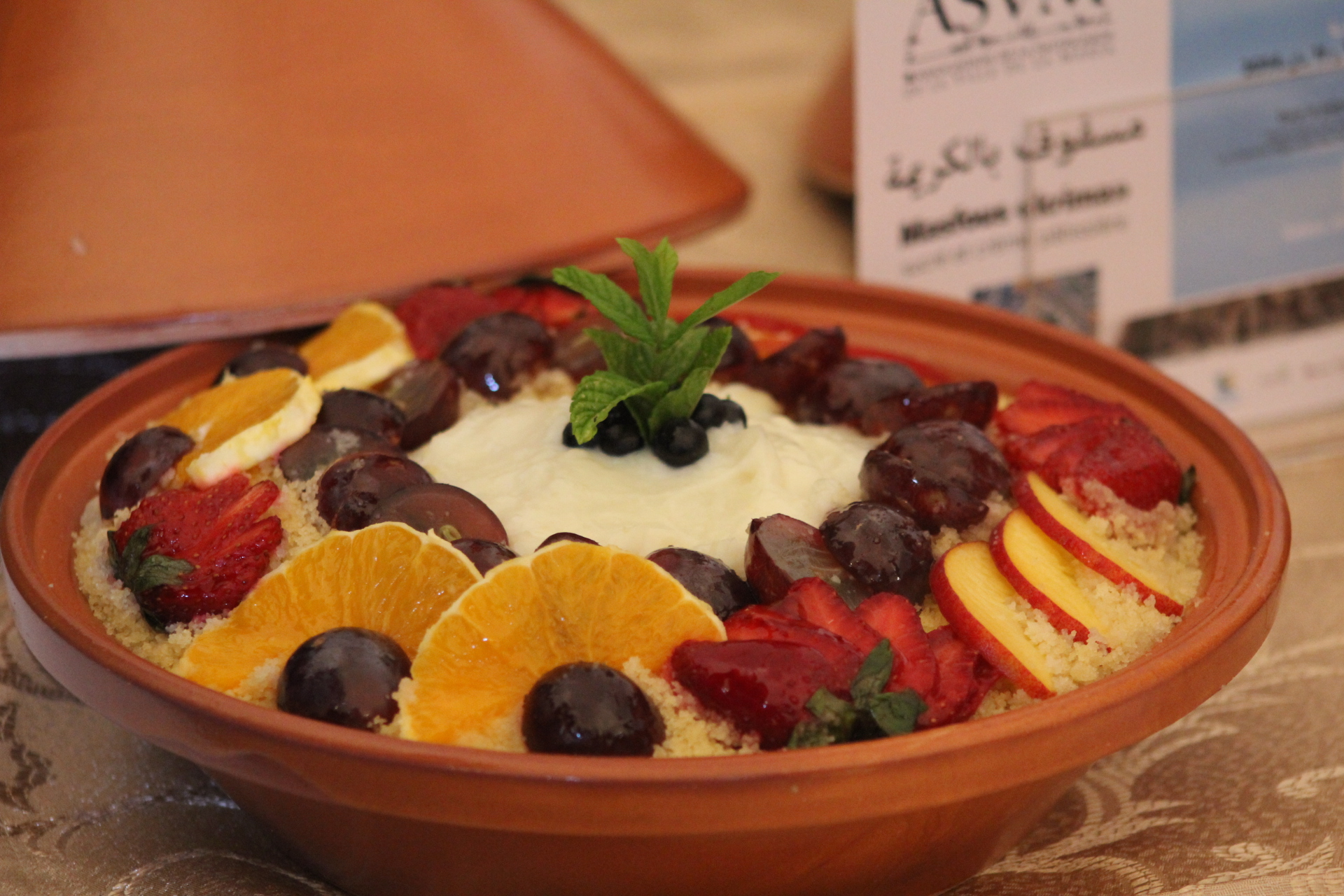
Сладкий кускус со свежими фруктами и сливками

## История

### Древнейший период и Античность

Политическая карта Римской империи в 125 году

Основную площадь Северной Африки занимает пустыня Сахара; в центральной части региона находится гористое плато Ахаггар, на северо-западе — горы Атлас. Берег Средиземного моря с типичным пейзажем быстро сменяется степями, а затем и песками Сахары. Самая плодородная часть Северной Африки — долина Нила, однако в древности весь регион был намного более влажным, и сахель пролегал на несколько сотен километров севернее.
В VII тыс. до н. э. охотники и собиратели, которые расселились по ранее необитаемым равнинам, начали вести оседлый или полуоседлый образ жизни: к примеру, в бассейне Набта-Плая (тогда регулярно заполнявшегося водой) выращивали зизифус, сорго, пшено и другие травы и пасли коров, коз и овец. На сухих землях Сахеля выращивали пшено, сорго и ямс. Постепенно животноводство и сбор диких растений распространились по региону и оставались основным жизненным укладом в Северной Африке до колонизации Римской империей на рубеже н. э.; при этом в некоторых областях пасторализм практикуют и в XXI веке. Во II—I тысячелетии до н. э. средиземноморский климат центральной Сахары уступил место сухому и жаркому, хотя отдельные водоёмы встречались в Тенере до самого конца II тыс. до н. э.. Римский период в Северной Африке характеризуется постройкой ирригационных каналов и обильными посадками оливковых деревьев.
В этот же период завершился этногенез берберов. Те из них, кто жили восточнее залива Габес, в основном были пасторалистами и выращивали волов, коз и овец (отвращение к свиньям берберы переняли из Египта), а обитатели Магриба и оазисов занимались сельским хозяйством и питались злаками. И те и другие собирали плоды дикорастущих деревьев, в частности, финики.
В культурном и кулинарном отношении Магриб отличается как от Южной Африки, так и от Ближнего Востока. В отличие от Ближнего Востока, под римским влиянием основу кухни Магриба составляют кускус и хлеб, а не рис, причём кускус изобретён берберами. В Западной Африке и северной части Сахары кускус делают из сорго, твёрдой пшеницы и пшена, и возможно, что северноафриканское приготовление кускуса на пару́ имеет западноафриканское происхождение. Помимо этого, кускус делают из ячменя и кукурузы. Первое письменное упоминание кускуса относится к XIII столетию, но оценки времени создания у историков кулинарии разнятся: одни называют XI—XIII века, тогда как другие считают, что он намного древнее и появился во II—I веках до нашей эры. Блюда из твёрдой пшеницы, такие как кесра (лепёшки), в некоторых регионах Северной Африки ассоциируются с берберами.
Кускус и другие блюда из круп всегда готовятся пароварке-этажерке, его никогда не заливают водой, как в других регионах. Причина заключается в исторической нехватке воды и дров для приготовления пищи; многоэтажная пароварка позволяет готовить сразу несколько блюд одновременно. По той же причине у берберов популярен тажин: приготовление пищи в нём требует очень малого количества воды, так как пар собирается в верхней части крышки, охлаждается и стекает вниз.

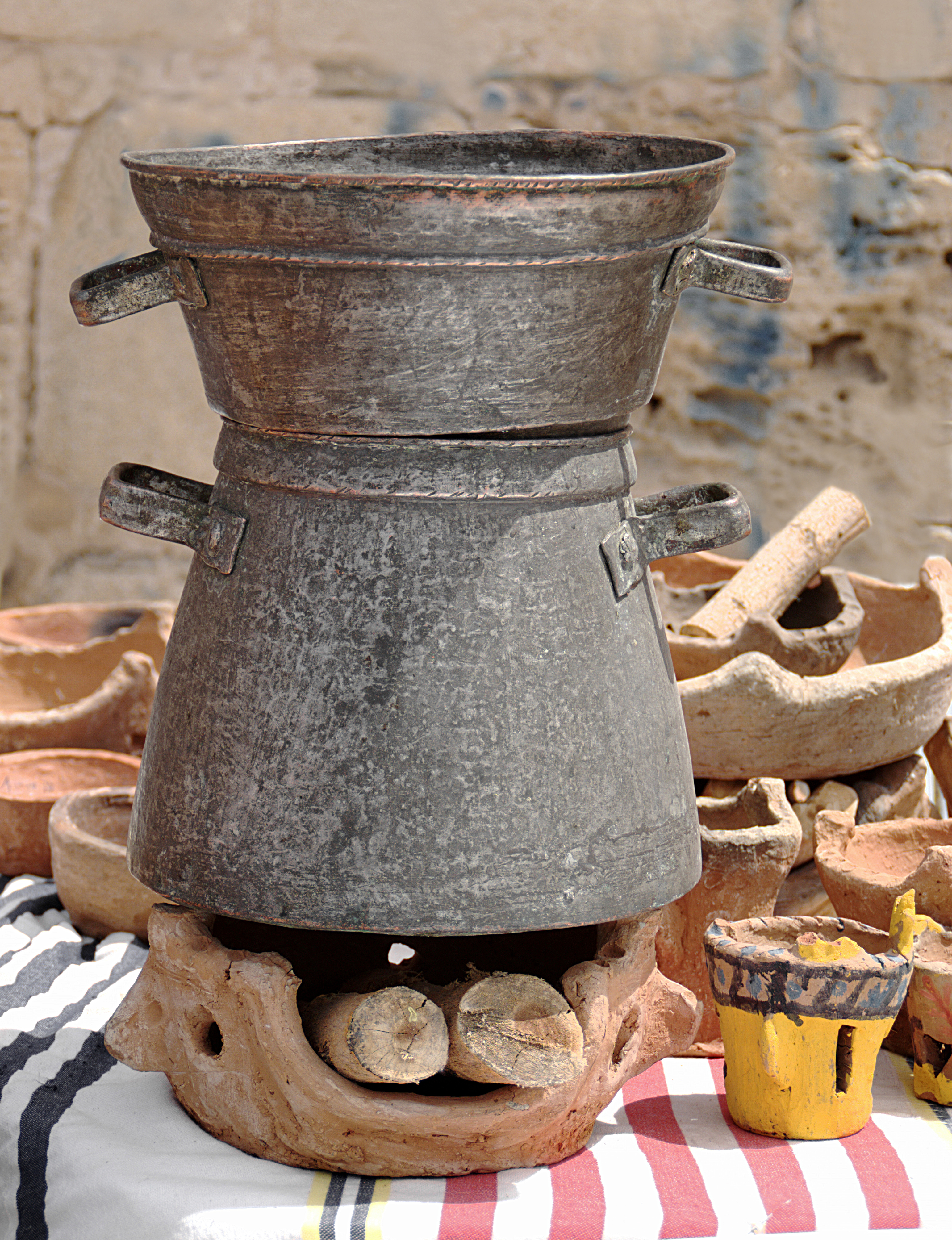
Двухэтажная пароварка-кускусница
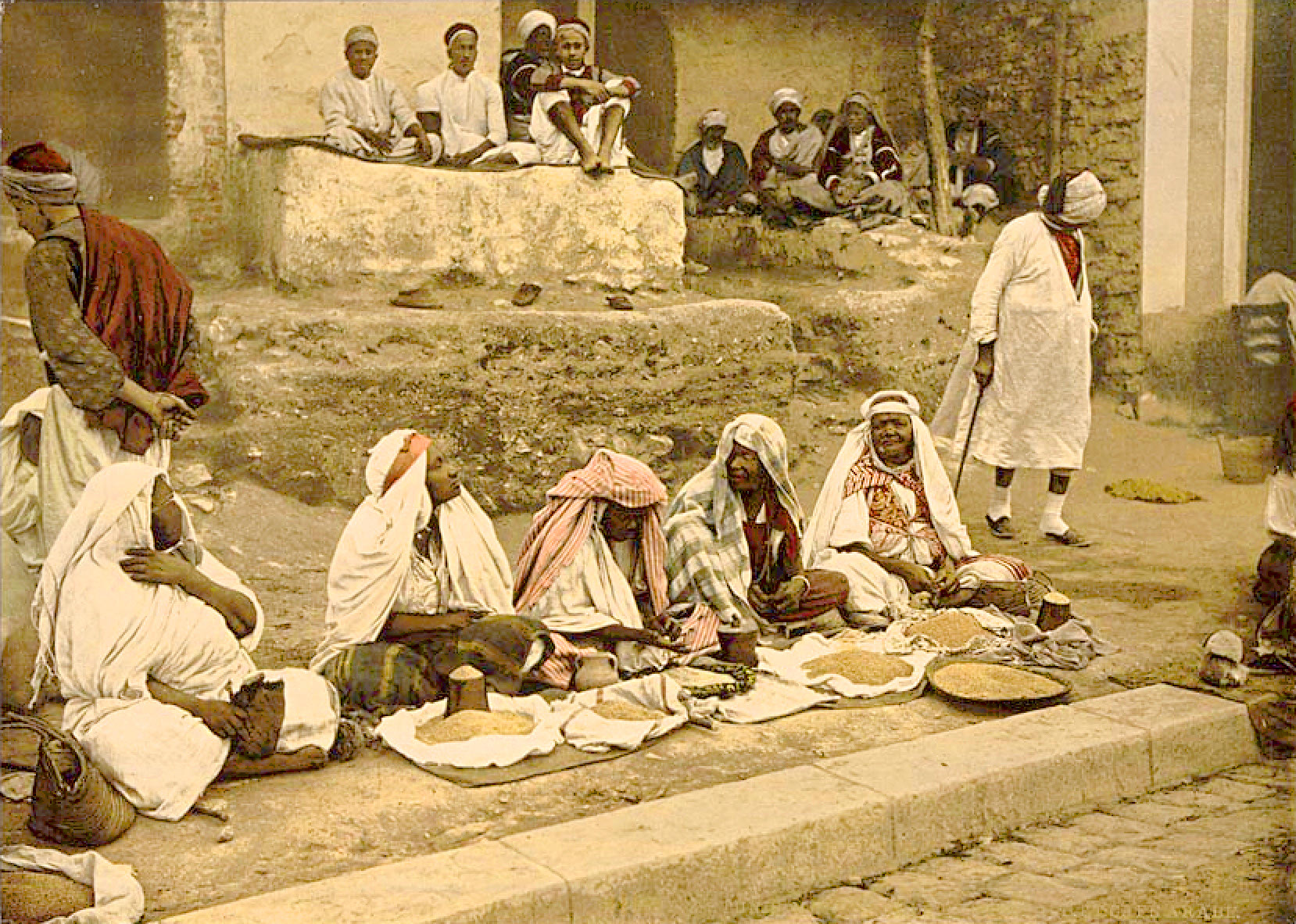
Продажа кускуса
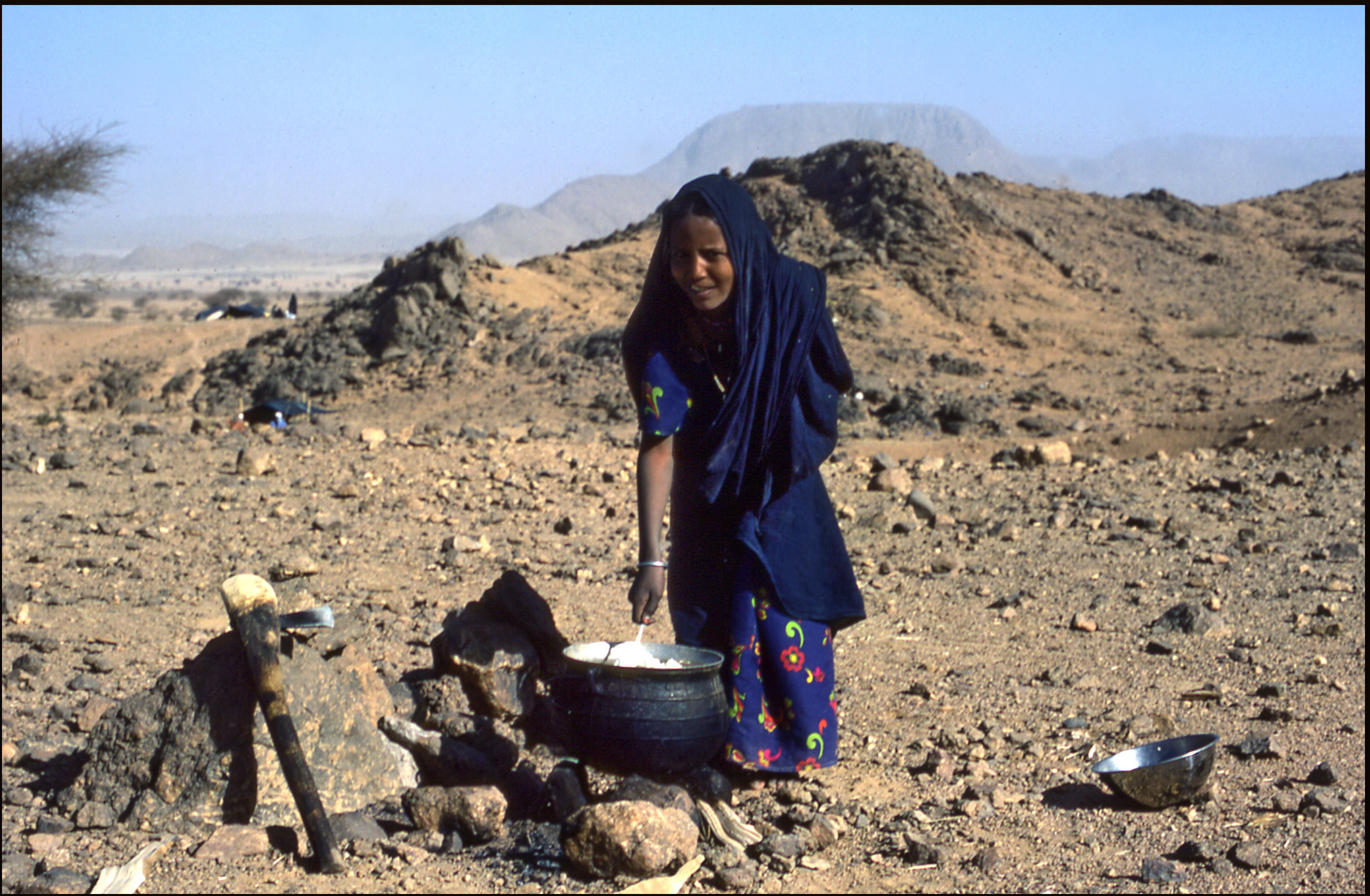
Приготовление кускуса в пустыне

### От Средних веков и до Нового времени

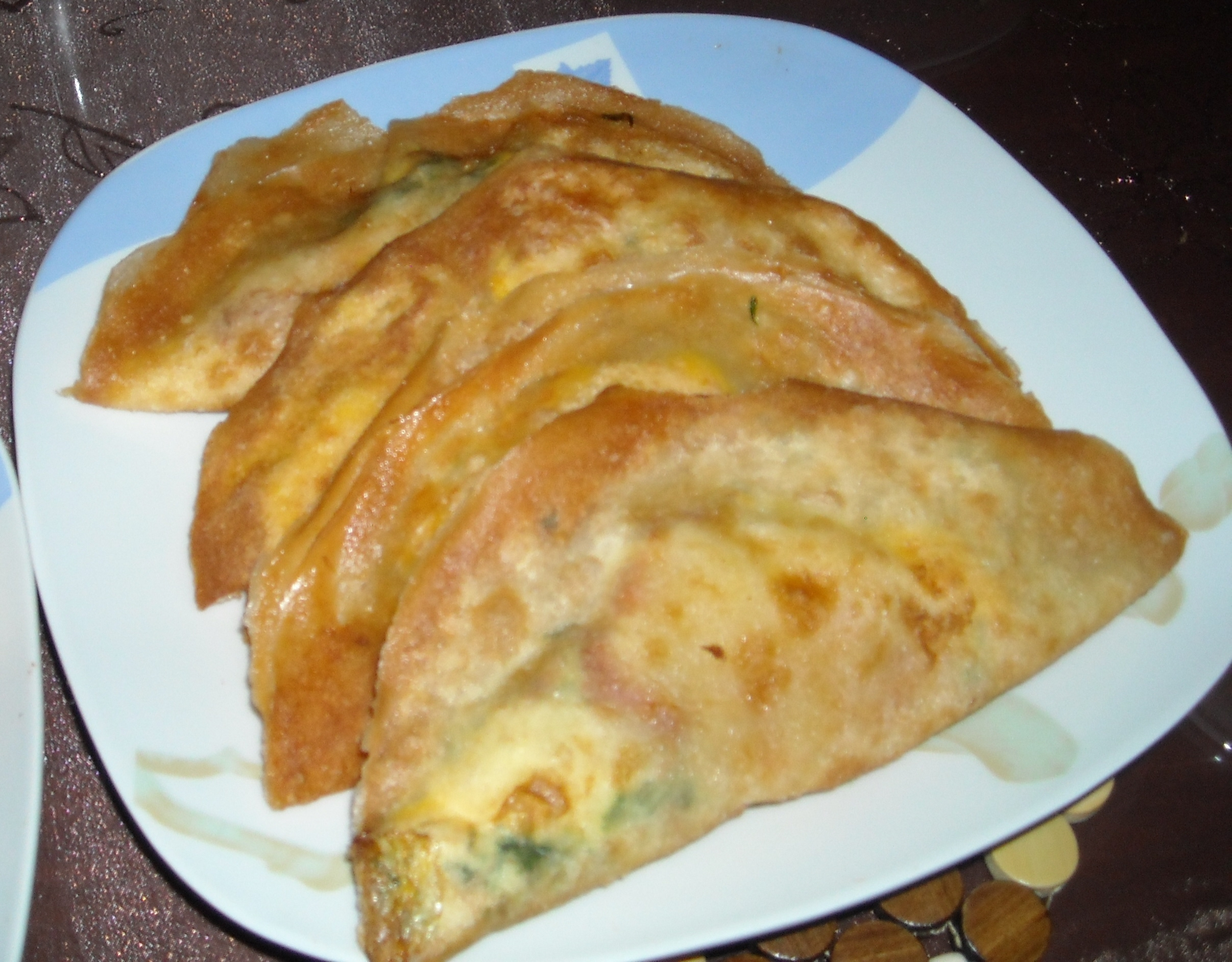
Брик

К VIII веку арабы захватили всю Северную Африку и обратили берберов в ислам, а в XI веке Фатимиды отправили Бану Хиляль и Бану Сулайм в Магриб для уничтожения династии Зиридов; после завоевания эти племена обосновались на их бывших землях, начав обширную арабизацию. Арабы принесли в магрибскую кухню рис, такие восточноафриканские овощи как окра, джут длинноплодный, технику консервирования мяса «гедид»; под арабским влиянием в Северной Африке стали класть в несладкие блюда мяту болотную и перечную. В этот период в Магриб попала решта и другие виды вермишели.
Другой источник влияния на берберскую кухню — Европа. Берберская династия Альморавидов в 1086 году установила контроль над южной частью Испании, прежде завоёванной арабами. В XVI веке сицилийские и испанские власти неоднократно атаковали Магриб, что в итоге привело к тому, что Беджая и Триполи оказались в испанских руках в 1510 году, а множество городов были вынуждены платить Испании дань. В этот период в Испании кускус был запрещён как символ мусульманской культуры.
В 1551—1581 годах Алжир и Тунис неоднократно переходили из рук в руки, но в итоге здесь было установлено османское правление. При османах торговля с Европой в значительной мере угасла, ограничиваясь Францией. Марокко же был независимым султанатом. Из-за этого в Марокко не стали распространены такие популярные в Алжире и Тунисе османские блюда как долма, пахлава и брик, а в некоторых регионах (в частности, в Кабилии) вместо мятного чая обычно пьют кофе.
Берберская кухня всех магрибских стран впитала ингредиенты, привезённые торговцами из Нового Света, такие как помидоры, кабачки, болгарский перец и картофель (последний, однако, не снискал такой же широкой популярности, как в Европе). Перед османским завоеванием между Магрибом, мусульманским Востоком и Европой шла оживлённая торговля, причём на юг через Сахару отправляли в основном готовые изделия, а на север всё чаще шло сырьё. В XIV—XV веках Тунис торговал с Венецией, Генуей, Пизой, Флоренцией, Александрией, Константинополем, Кипром, Родосом, Калабрией, Сицилией, Севильей, а также окситанскими Сетом и Нимом. Из пищевых продуктов оттуда в восточный Магриб попадали зерно и вино, обратно в Европу из Магриба отправляли сушёные фрукты, финики, оливковое масло, солёную рыбу, соль и сахар; а специями торговали в обоих направлениях.
Торговлю через Сахару в значительной мере вели туареги (один из берберских народов), причём продажу соли из Бильмы они и вовсе монополизировали. Они доминировали и в торговле на севере Сахеля: в Уалате, Томбукту и других купеческих городах. Также берберы снабжали жителей ближайших городов верблюжатиной. После XV века время многие оазисы, в том числе, как Куфра, населённые берберами, до того имевшие значительное богатство, постепенно опустынились и население их покинуло. Транссахарская торговля также в значительной мере угасла в XV—XVI веках.
Помимо торговли, туареги занимались пиратством и грабежом, в связи с чем местные правители неоднократно проводили против них карательные акции; в частности, король Борну Идрис Алаома неоднократно атаковал их пастбища.

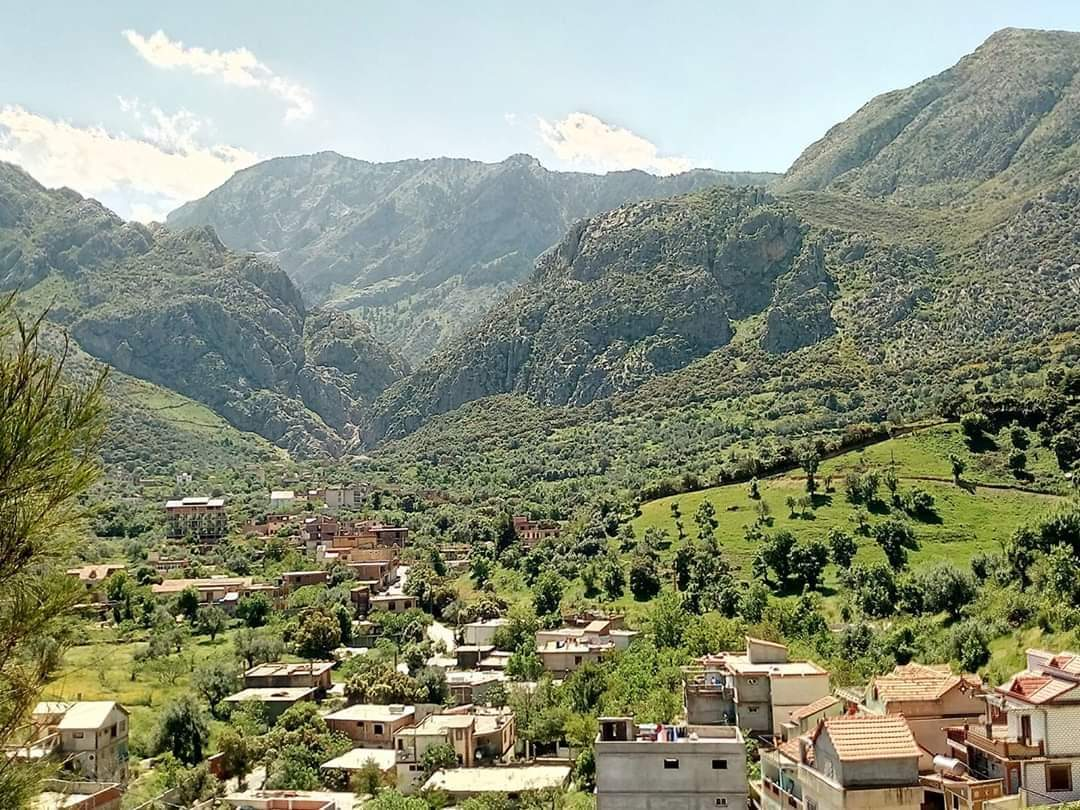
Кабилия
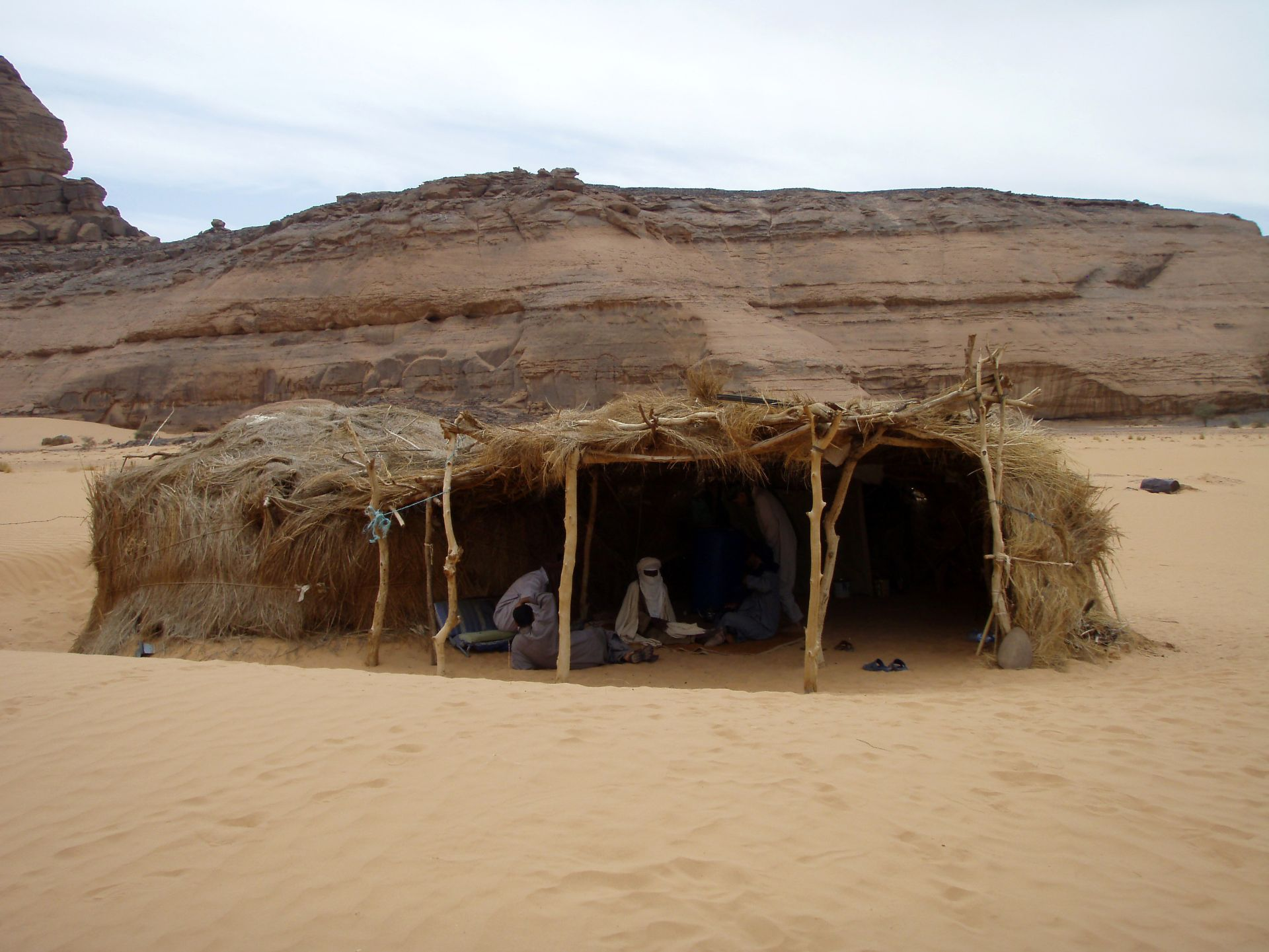
Туареги в ливийской пустыне

### XVIII—XIX века

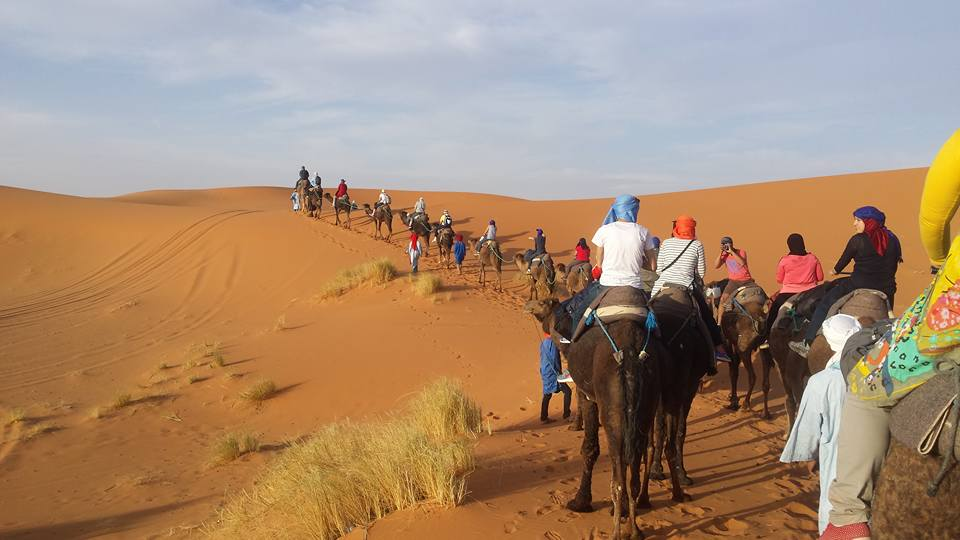
Караван в Марокко

К началу XVII века основная масса торговцев в Марокко приезжала из Англии; они меняли ткани на сахар. Они же привезли в Магриб китайский зелёный чай, который прижился у местных жителей и его употребление стало важной частью социальной жизни. Уменьшение объёмов транссахарской торговли и опустынивание оазисов отрицательно повлияло на туарегов, входивших в единую (хотя и некрепкую) конфедерацию; в конце XVI столетия они начали делиться на фракции. Тем не менее, они оставались доминантной силой на юге, у поворота реки Нигер близ Томбукту и пользовались его рынками, периодически разграбляя.
К середине XIX века большинство торговцев в Алжире и Тунисе были евреями, а не берберами. Евреи и берберы жили бок о бок и ели примерно одинаковую еду, к примеру, на еврейский Новый год все употребляли халу в форме открытой ладони. Берберы составляли около 1/2 населения Алжира, более половины населения Марокко и лишь малую часть населения Туниса. В Кабилии они вели оседлый образ жизни и выращивали оливки, зерно, овощи и фрукты на небольших наделах.
В 1830 году Франция захватила и колонизировала Алжир; независимость он получил лишь в 1962 году. Завоевание сильно ударило по берберам: потери среди коренного населения лишь только от одних военных действий оцениваются в несколько сотен тысяч человек, а помимо них в регионе начался голод и эпидемия холеры. Тунис был захвачен Францией в 1881 году.

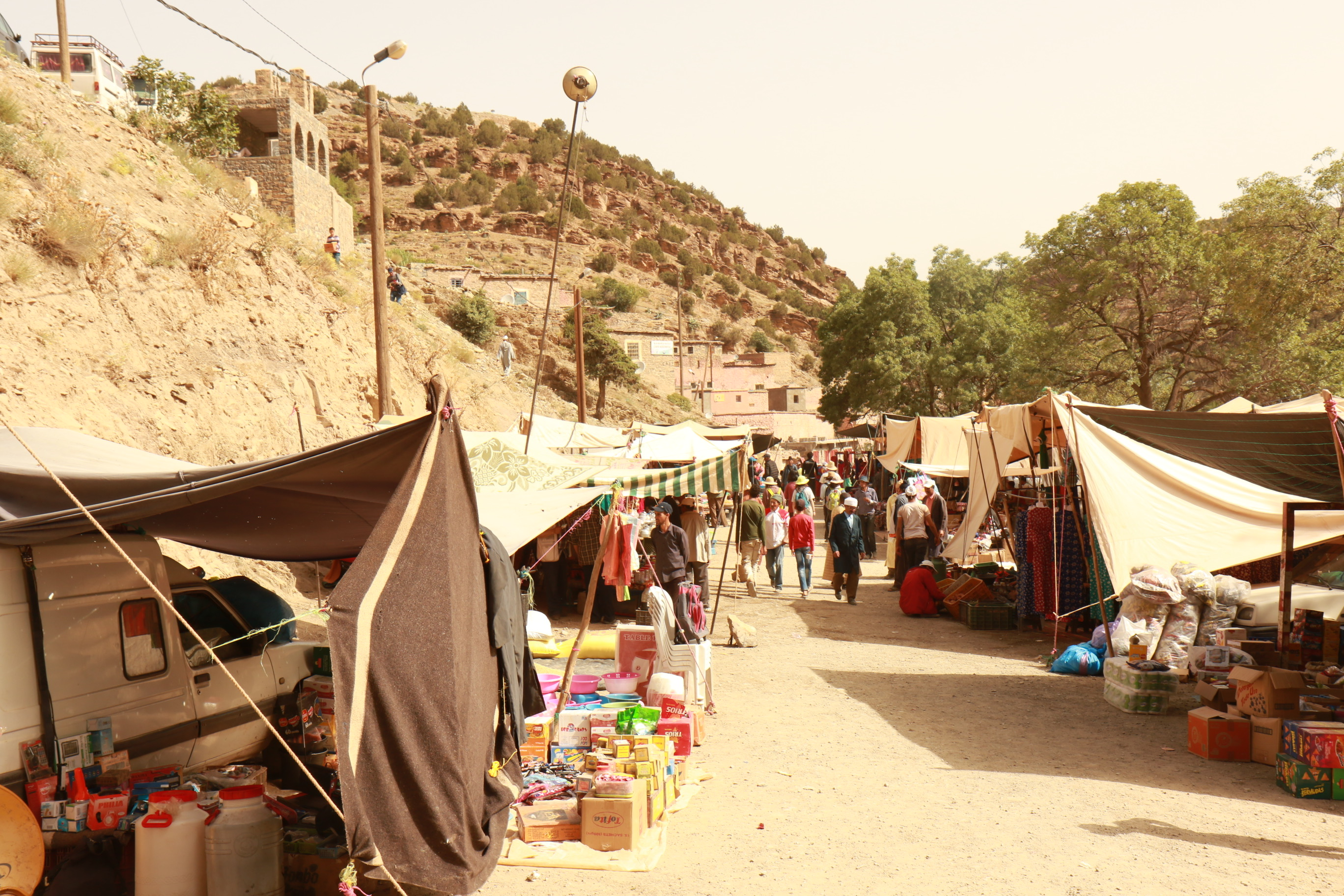
Современный базар в берберской деревне
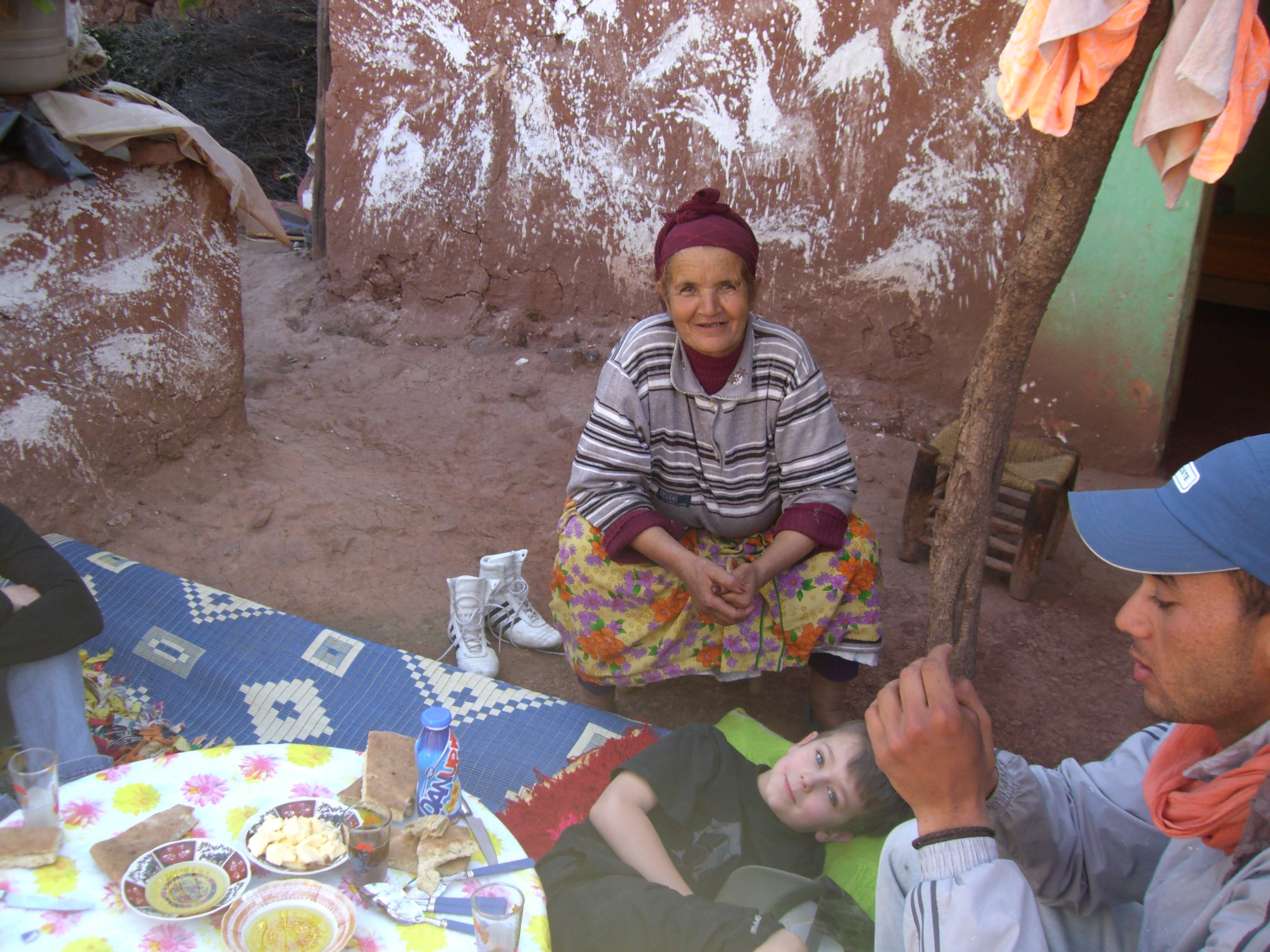
Берберская семья за чаем

### XX—XXI века
В начале XX века все страны Магриба, кроме Ливии, находились во власти Франции, а Ливию захватила Италия. Независимость эти страны получили в 1943 (Ливия), 1956 (Марокко и Тунис) и 1962 (Алжир). Французское влияние на местную кухню шло во всех этих странах, кроме Ливии, хотя в Марокко оно было наименьшим; к примеру, в Марокко в основном едят не выпекаемые в булочных багеты, а круглые хлеба домашнего приготовления. Кофе с молоком на завтрак, впрочем, пьют и в городах всех трёх стран.
По состоянию на начало XXI века большинство берберов живёт в Марокко и Алжире, где они составляют 40 и 20—25 % населения, соответственно; в Тунисе на острове Джерба и в Ливии в горах Нафуса, а также во Франции.